# Pingré (cratère)
Pingré est un cratère lunaire situé sur la face visible de la Lune dans l'hémisphère sud. Il se trouve au nord-ouest du grand cratère Bailly et au nord-est du cratère Pilâtre. Le cratère Pingré, situé sur le côté visible de la Lune, est sujet aux librations de celle-ci et apparaît et disparait selon l'oscillation de la Lune. Le rebord extérieur de ce cratère est usé par les impacts ultérieurs, tout comme les cratères Pilâtre et Bailly.
En 1961, l'Union astronomique internationale a donné le nom de l'astronome français Alexandre Guy Pingré à ce cratère lunaire.

## Cratères satellites

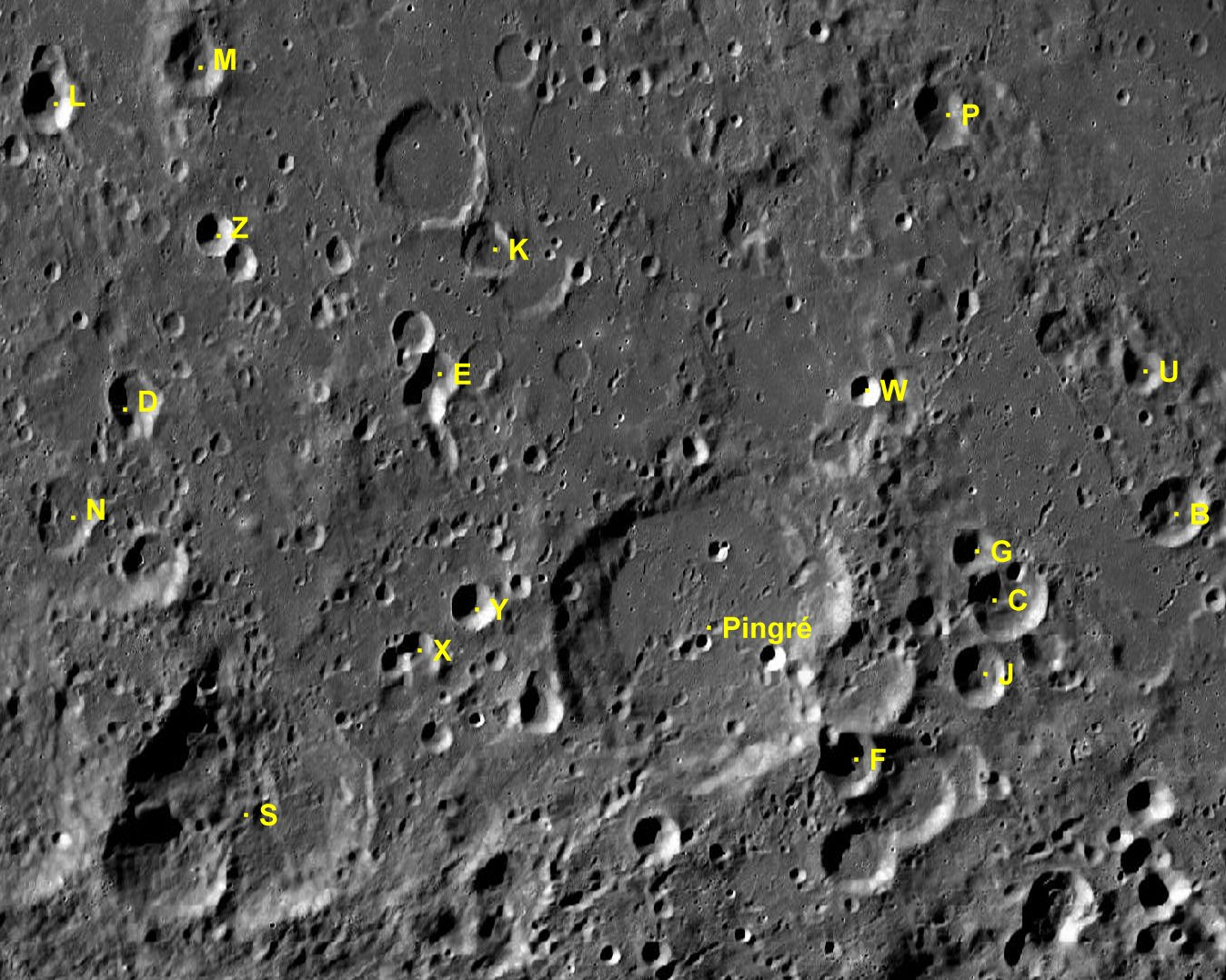
Carte des cratères satellites de Pingré.

Par convention, les cratères satellites sont identifiés sur les cartes lunaires en plaçant la lettre sur le côté du point central du cratère qui est le plus proche de Pingré.
| Pingré | Latitude | Longitude | Diamètre |
| ------ | -------- | --------- | -------- |
| B      | 57.6° S  | 65.3° W   | 19 km    |
| C      | 58.4° S  | 68.3° W   | 23 km    |
| D      | 56.6° S  | 84.1° W   | 16 km    |
| E      | 56.5° S  | 78.9° W   | 14 km    |
| F      | 59.9° S  | 71.0° W   | 16 km    |
| G      | 57.9° S  | 68.9° W   | 13 km    |
| J      | 59.1° S  | 68.8° W   | 18 km    |
| K      | 55.2° S  | 77.7° W   | 13 km    |
| L      | 53.8° S  | 85.8° W   | 17 km    |
| M      | 53.5° S  | 83.6° W   | 19 km    |
| N      | 58.1° S  | 83.7° W   | 19 km    |
| P      | 54.0° S  | 69.5° W   | 16 km    |
| S      | 60.3° S  | 82.0° W   | 70 km    |
| U      | 56.3° S  | 66.0° W   | 12 km    |
| W      | 56.4° S  | 70.9° W   | 9 km     |
| X      | 58.9° S  | 79.3° W   | 9 km     |
| Y      | 58.4° S  | 78.0° W   | 13 km    |
| Z      | 55.1° S  | 82.7° W   | 12 km    |